# Jeff Jensen
Jeff Jensen est un scénariste de bande dessinée américain.

## Prix et récompenses
- 2012 : Prix Eisner du meilleur travail inspiré de la réalité pour Le Tueur de la Green River (avec Jonathan Case)

## Œuvres publiées en français
- Deux récits dans Captain America. Rouge, blanc & bleu (scénario), Panini Comics, coll. « Marvel Graphic Novels », 2003.
- Le Tueur de la Green River (scénario), avec Jonathan Case (dessin), Ankama, 2012.